# Vermogensfonds
Een vermogensfonds is een organisatie die een hoeveelheid geld (vermogen) beheert met de bedoeling om daar goede doelen mee te steunen. Vermogensfondsen doen niet aan actieve fondsenwerving.